# Marcus Ornellas
Marcus Ornellas (Río de Janeiro, 19 de mayo de 1982) es un actor y modelo brasileño.

## Biografía
Comenzó su carrera como modelo a los 17 años de edad en Río de Janeiro. En 2005 se trasladó a México para pasar una temporada de tres meses, pero luego decidió quedarse permanentemente. 
En 2009 participó en el reality show de Me quiero enamorar donde solteros estaban en búsqueda de una relación.
En 2011 debutó como actor en la telenovela Dos hogares, producido por Emilio Larrosa. En 2015 hizo una participación en la novela A que no me dejas. En 2016 antagoniza de la telenovela Despertar contigo, producido por Pedro Damián.

## Filmografía

### Televisión
| Año  | Título                            | Papel                              | Ref.   |
| ---- | --------------------------------- | ---------------------------------- | ------ |
| 2011 | Dos hogares                       | Javier Ortega                      | [ 3 ]  |
| 2013 | Libre para amarte                 | Lucas                              | [ 4 ]  |
| 2014 | Muchacha italiana viene a casarse | Agustín                            |        |
| 2015 | A que no me dejas                 | Ariel                              | [ 5 ]  |
| 2016 | Despertar contigo                 | Néstor Valenzuela/Imanol           | [ 6 ]  |
| 2018 | Falsa identidad                   | Porfirio Corona                    |        |
| 2018 | La taxista                        | Álvaro Lizárraga Larios            | [ 7 ]  |
| 2020 | Rubí                              | Lucas Fuentes Morán                | [ 8 ]  |
| 2021 | Monarca                           | Jonás Peralta                      |        |
| 2021 | Si nos dejan                      | Martín Guerra                      | [ 9 ]  |
| 2022 | Mujer de nadie                    | Fernando Ortega                    | [ 10 ] |
| 2022 | Reputación dudosa                 | Luis Arturo                        | [ 11 ] |
| 2023 | Eternamente amándonos             | Rogelio Iturbide Rangel            | [ 12 ] |
| 2024 | El precio de amarte               | Rodrigo Zárate / Diogo Covarrubias | [ 13 ] |

## Teatro
- Un tranvía llamado deseo - Stanley Kowalski (2017)[14]
- Cuatro XXXX (2013)[15]

## Realities
- Me quiero enamorar (2009) ... Él mismo[16]

## Premios y nominaciones

### Premios TV Adicto Golden Awards 2018
| Categoría                    | Nominados  | Resultado | Ref.   |
| ---------------------------- | ---------- | --------- | ------ |
| Mejor protagonista masculino | La taxista | Ganador   | [ 17 ] |